# 波士顿圣保罗座堂
波士顿圣保罗座堂（Cathedral Church of St. Paul, Boston）是圣公会马萨诸塞教区的主教座堂，位于特里蒙特街138号，下城十字附近，波士顿公园和公园街站对面，毗邻教区办公室。该堂由亚历山大·帕里斯和所罗门·威拉德设计，建于1819年，是新英格兰第一个希腊复兴风格的教堂，1970年因建筑价值被列为国家历史地标。

## 历史
圣保罗座堂成立于1819年，当时在波士顿还有另外两个圣公会教堂，基督堂（通称为老北教堂）和夏季街三一堂。它们都建于美国革命前，曾是英国圣公会的一部分。圣保罗堂的创始人希望在波士顿建立一个完全美国的教堂。与众不同的是，在那个时候，对于一个教堂建筑，圣保罗座堂采用了希腊复兴建筑风格。它的设计师是亚历山大·帕里斯（以昆西市场著称）和所罗门·威拉德（以邦克山纪念碑著称）。它的花岗岩外墙和砂岩立面自建成以来变化不大。原计划在门楣上放置保罗对亚基帕王讲道的雕塑，但没有实施。教徒中包括丹尼尔·韦伯斯特。
1912年，它的社区已主要成为非住宅后，教区以圣保罗为其座堂。同时进行改建，建筑师拉尔夫·亚当斯克拉姆以地标式的哥特式教堂著称，如Ashmont社区的诸圣堂和纽约市圣者约翰座堂。
从19世纪80年代直到1980年，圣保罗座堂有一个男子和男孩唱诗班在主日上午礼拜时献唱。创始人沃伦·安德鲁·洛克从1882年到1910年同时任哈佛大学管风琴师和唱诗班指挥。而最后一任管风琴师和唱诗班指挥是托马斯·穆雷，以后成为耶鲁大学大学管风琴师和音乐教授。

## 設計
圣保罗座堂的中央設計是「迷宮」，它的目的是為了冥想，是以義大利拉文納的一個迷宮為藍本。構成建築外部的石頭，來自倫敦的聖保羅座堂和英國波士頓的聖博托爾夫教堂。2014年，圣保罗座堂開始進行大規模的內部裝修，並在2015年秋季完成。在此期間，天花板上的天窗增加了自然採光，祭壇周圍的弧形坡道被改造為無障礙通道，以及教堂內部的彩色玻璃窗和其他功能皆被改造。

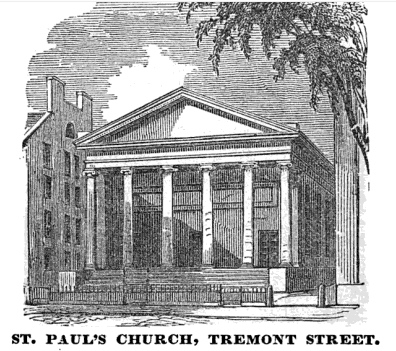
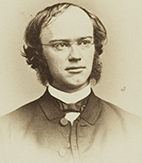
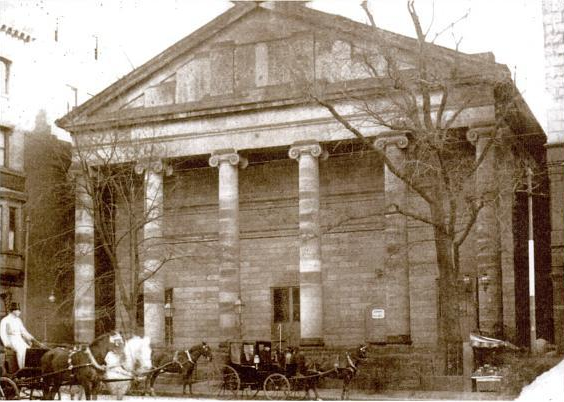
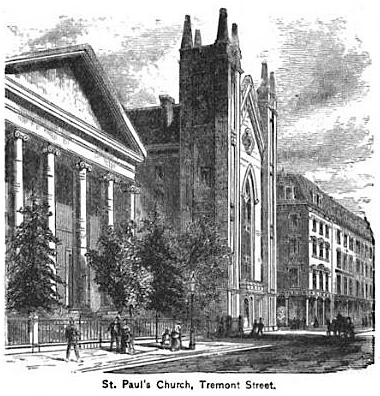
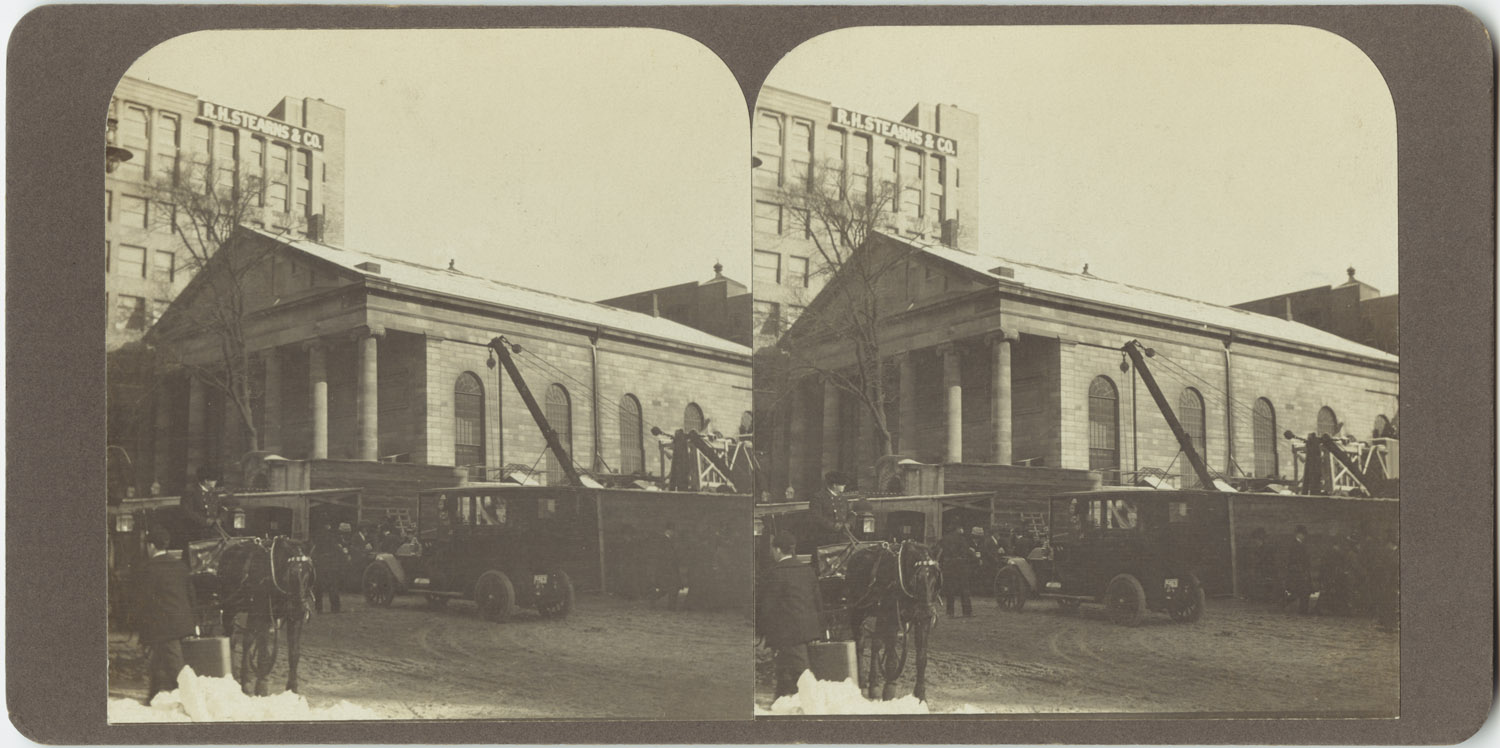
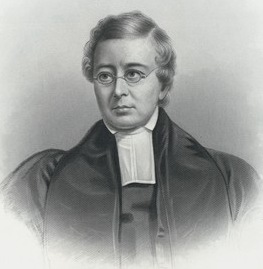
塞缪尔·法勒贾维斯像

## 趣事
中華民國總統蔡英文2011年出版的自傳《洋蔥炒蛋到小英便當》書中，一張聲稱在1980年代的倫敦與姊姊蔡英玲的合照，被揭發其實是在圣保罗座堂前拍攝。